# Danh sách thống đốc Oregon
Bài này liệt kê cá các nhân đã phục vụ với tư cách là Thống đốc Oregon từ lúc thiết lập Chính quyền Lâm thời năm 1843 đến ngày nay.

### Chính quyền Lâm thời (1843-1848)
Các cuộc họp tại Champoeg đã cho ra đời bản hiến pháp đầu tiên của Xứ Oregon, và một số các thỉnh nguyện thư xin trở thành lãnh thổ Hoa Kỳ. Những đạo luật theo sau cũng giúp bộ phận này trở thành chính quyền lâm thời cho vùng đất này. Ban hành chính đầu tiên của chính quyền là một uỷ ban được bầu gồm ba người được biết đến như là Ủy ban Hành chánh. Năm 1845, các cuộc bầu cử để chọn một hành chánh trưởng được tổ chức. Người đầu tiên tại Oregon giữ chức Thống đốc là George Abernethy, một thương gia nỗi bậc.
| # | Tên                       | Nhiệm kỳ  |
| - | ------------------------- | --------- |
| 1 | Đệ nhất Ủy ban hành chánh | 1843–1844 |
| 2 | Đệ nhị Ủy ban hành chánh  | 1844–1845 |
| 3 | George Abernethy          | 1845–1848 |

### Thống đốc Lãnh thổ (1848-1859)
Oregon trở thành Lãnh thổ Hoa Kỳ năm 1848. Giống như đa số các chính quyền lãnh thổ Hoa Kỳ khác, Thống đốc lãnh thổ Oregon được Tổng thống Hoa Kỳ bổ nhiệm. Vì giao thông và liên lạc không đáng tin cậy và nhanh chóng như những phương tiện ngày nay nên có một khoảng thời gian một thống đốc rời chức vụ mà thống đốc mới vẫn chưa thể nhận chức được. Điều này đưa đến kết quả là một vài cá nhân địa phương phải lãnh trách nhiệm như một thống đốc lãnh thổ cho tới khi một hành chánh viên mới được bổ nhiệm và đến nhận chức.
| # | Tên                | Đảng    | Nhiệm kỳ  | Bổ nhiệm bởi    |
| - | ------------------ | ------- | --------- | --------------- |
| 1 | Joseph Lane        | Dân chủ | 1848–1850 | James Polk      |
| 2 | Kintzing Prichette | Dân chủ | 1850      | Quyền Thống đốc |
| 3 | John P. Gaines     | Whig    | 1850–1853 | Zachary Taylor  |
| 4 | Joseph Lane        | Dân chủ | 1853      | Quyền Thống đốc |
| 5 | George Law Curry   | Dân chủ | 1853      | Quyền Thống đốc |
| 6 | John W. Davis      | Dân chủ | 1853–1854 | Franklin Pierce |
| 7 | George Law Curry   | Dân chủ | 1854–1859 | Franklin Pierce |

### Thống đốc tiểu bang (1859-hiện tại)
| #  | Thống đốc             | Hình | Đảng     | Nhận chức            | Rời chức             |
| -- | --------------------- | ---- | -------- | -------------------- | -------------------- |
| 1  | John Whiteaker        |      | Dân chủ  | 3 tháng 3 năm 1859   | 10 tháng 9 năm 1862  |
| 2  | A. C. Gibbs           |      | Cộng hòa | 10 tháng 9 năm 1862  | 12 tháng 9 năm 1866  |
| 3  | George L. Woods       |      | Cộng hòa | 12 tháng 9 năm 1866  | 14 tháng 9 năm 1870  |
| 4  | La Fayette Grover[T]  |      | Dân chủ  | 14 tháng 9 năm 1870  | 1 tháng 2 năm 1877   |
| 5  | Stephen F. Chadwick   |      | Dân chủ  | 1 tháng 2 năm 1877   | 11 tháng 9 năm 1878  |
| 6  | W. W. Thayer          |      | Dân chủ  | 11 tháng 9 năm 1878  | 13 tháng 9 năm 1882  |
| 7  | Z. F. Moody           |      | Cộng hòa | 13 tháng 9 năm 1882  | 12 tháng 1 năm 1887  |
| 8  | Sylvester Pennoyer    |      | Dân chủ  | 12 tháng 1 năm 1887  | 14 tháng 1 năm 1895  |
| 9  | William Paine Lord    |      | Cộng hòa | 14 tháng 1 năm 1895  | 9 tháng 1 năm 1899   |
| 10 | T. T. Geer            |      | Cộng hòa | 9 tháng 1 năm 1899   | 15 tháng 1 năm 1903  |
| 11 | George Chamberlain[T] |      | Dân chủ  | 15 tháng 1 năm 1903  | 1 tháng 3 năm 1909   |
| 12 | Frank W. Benson[G]    |      | Cộng hòa | 1 tháng 3 năm 1909   | 17 tháng 6 năm 1910  |
| 13 | Jay Bowerman[Q]       |      | Cộng hòa | 17 tháng 6 năm 1910  | 11 tháng 1 năm 1911  |
| 14 | Oswald West           |      | Dân chủ  | 11 tháng 1 năm 1911  | 12 tháng 1 năm 1915  |
| 15 | James Withycombe[C]   |      | Cộng hòa | 12 tháng 1 năm 1915  | 3 tháng 3 năm 1919   |
| 16 | Ben W. Olcott         |      | Cộng hòa | 3 tháng 3 năm 1919   | 8 tháng 1 năm 1923   |
| 17 | Walter M. Pierce      |      | Dân chủ  | 8 tháng 1 năm 1923   | 10 tháng 1 năm 1927  |
| 18 | I. L. Patterson[C]    |      | Cộng hòa | 10 tháng 1 năm 1927  | 22 tháng 12 năm 1929 |
| 19 | A. W. Norblad         |      | Cộng hòa | 22 tháng 12 năm 1929 | 12 tháng 1 năm 1931  |
| 20 | Julius L. Meier       |      | Độc lập  | 12 tháng 1 năm 1931  | 14 tháng 1 năm 1935  |
| 21 | Charles H. Martin     |      | Dân chủ  | 14 tháng 1 năm 1935  | 9 tháng 1 năm 1939   |
| 22 | Charles A. Sprague    |      | Cộng hòa | 9 tháng 1 năm 1939   | 11 tháng 1 năm 1943  |
| 23 | Earl Snell[C]         |      | Cộng hòa | 11 tháng 1 năm 1943  | 30 tháng 10 năm 1947 |
| 24 | John H. Hall          |      | Cộng hòa | 30 tháng 10 năm 1947 | 10 tháng 1 năm 1949  |
| 25 | Douglas McKay[T]      |      | Cộng hòa | 10 tháng 1 năm 1949  | 17 tháng 12 năm 1952 |
| 26 | Paul L. Patterson[C]  |      | Cộng hòa | 27 tháng 12 năm 1952 | 1 tháng 2 năm 1956   |
| 27 | Elmo Smith            |      | Cộng hòa | 1 tháng 2 năm 1956   | 14 tháng 1 năm 1957  |
| 28 | Robert D. Holmes      |      | Dân chủ  | 14 tháng 1 năm 1957  | 12 tháng 1 năm 1959  |
| 29 | Mark Hatfield         |      | Cộng hòa | 12 tháng 1 năm 1959  | 9 tháng 1 năm 1967   |
| 30 | Tom McCall            |      | Cộng hòa | 9 tháng 1 năm 1967   | 13 tháng 1 năm 1975  |
| 31 | Robert W. Straub      |      | Dân chủ  | 13 tháng 1 năm 1975  | 8 tháng 1 năm 1979   |
| 32 | Victor G. Atiyeh      |      | Cộng hòa | 8 tháng 1 năm 1979   | 12 tháng 1 năm 1987  |
| 33 | Neil Goldschmidt      |      | Dân chủ  | 12 tháng 1 năm 1987  | 14 tháng 1 năm 1991  |
| 34 | Barbara Roberts       |      | Dân chủ  | 14 tháng 1 năm 1991  | 9 tháng 1 năm 1995   |
| 35 | John Kitzhaber        |      | Dân chủ  | 9 tháng 1 năm 1995   | 13 tháng 1 năm 2003  |
| 36 | Ted Kulongoski        |      | Dân chủ  | 13 tháng 1 năm 2003  | 10 tháng 1 năm 2011  |
| 37 | John Kitzhaber        |      | Dân chủ  | 10 tháng 1 năm 2011  | 18 tháng 2 năm 2015  |
| 38 | Kate Brown            |      | Dân chủ  | 18 tháng 2 năm 2015  | đang tại chức        |

- Rời chức vụ sớm:

[G] Giao quyền cho Quyền Thống đốc.
[C] Chết lúc tại chức vì lý do tự nhiên.
[T] Từ chức.
- Trường hợp đặc biệt:

[Q] Quyền Thống đốc